# Tamale (Gericht)

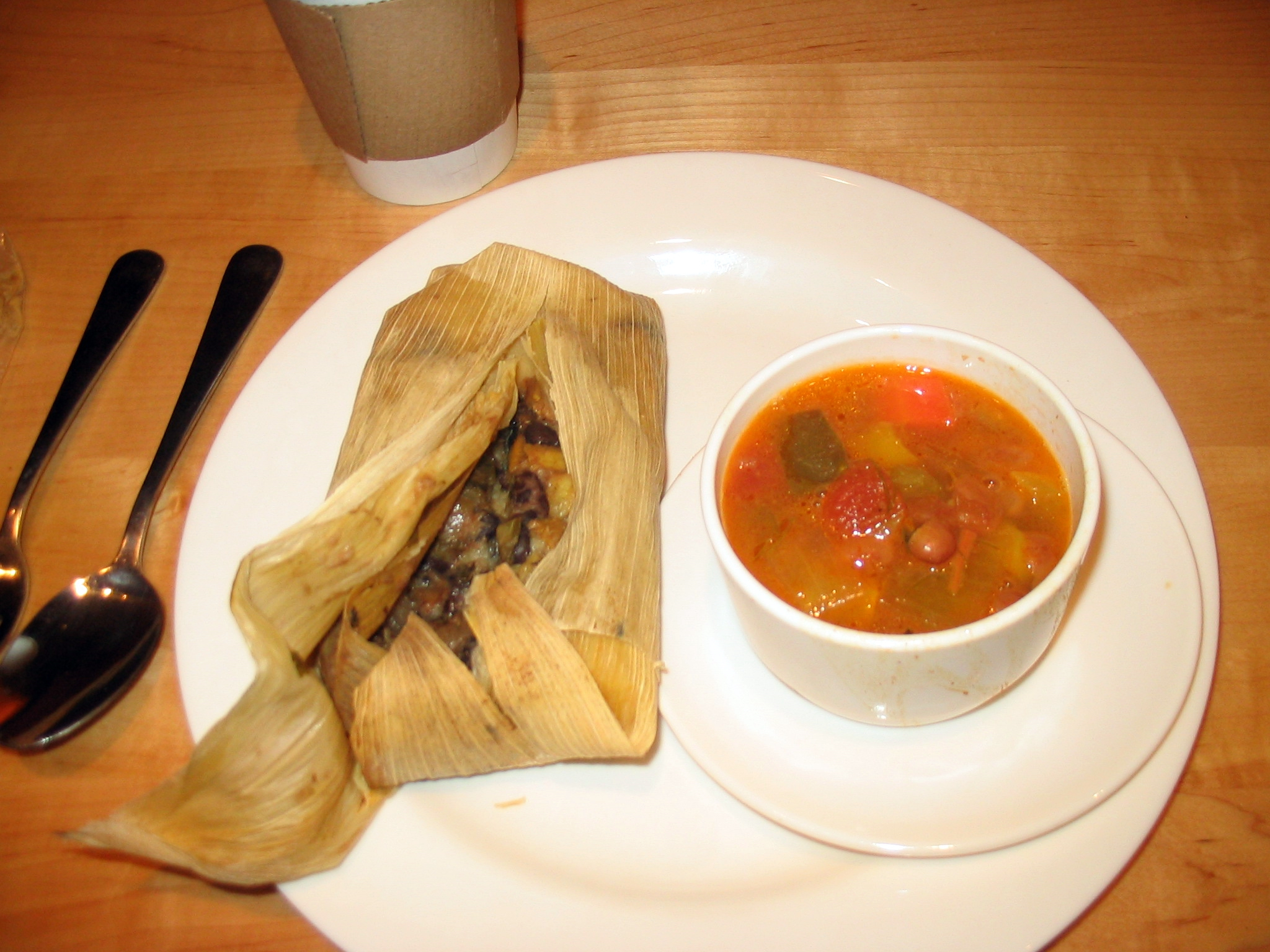
Tamale und Kürbissuppe

Eine Tamale oder Tamal (aus dem Nahuatl Tamalli) (Plural Tamales) ist ein traditionelles zentralamerikanisches Gericht, das aus nixtamalisiertem Maisteig besteht, der mit Fleisch, Käse oder anderen Zutaten gefüllt und in Pflanzenblätter eingehüllt gedämpft wird. Die Zubereitung durch Maya und Azteken ist für Mitte des letzten Jahrtausends nachgewiesen.

## Zubereitung
Die Zubereitung von Tamales ist recht aufwendig. In Zentral- und Nord-Mexiko wird der Maisteig, der oft mit Schmalz versetzt ist, auf ein Pflanzenblatt (meist Mais- oder Bananenblätter) gestrichen. Anschließend wird die Füllung der Länge nach in der Mitte des Blattes platziert; Fleisch als Bestandteil der Füllung sollte bereits vorgekocht sein. Die Seiten des Blattes werden zur Mitte hin gefaltet, und das so entstandene Päckchen mit Küchengarn gesichert. Anschließend wird die Tamale 45 bis 60 Minuten lang gedämpft, bis der Teig eine kuchenähnliche Konsistenz aufweist. Einmal zubereitet, können die Tamales problemlos tiefgefroren (die Blätter verhindern ein Zusammenfrieren) und je nach Bedarf aufgewärmt werden. Die Zubereitung ist oft ein geselliges Ereignis, bei dem sich Freunde und Verwandte treffen, um hunderte Tamales zuzubereiten, die anschließend aufgeteilt werden.
Mittlerweile bieten auf lateinamerikanische Speisen spezialisierte Lebensmittelhersteller Tamales als tiefgefrorene Fertiggerichte an; auch getrocknete Maisblätter (Hojas de tamal) werden von der Industrie abgepackt verkauft und müssen vor der Verwendung in warmem Wasser eingeweicht werden.

## Nationale Varianten

### Mexiko

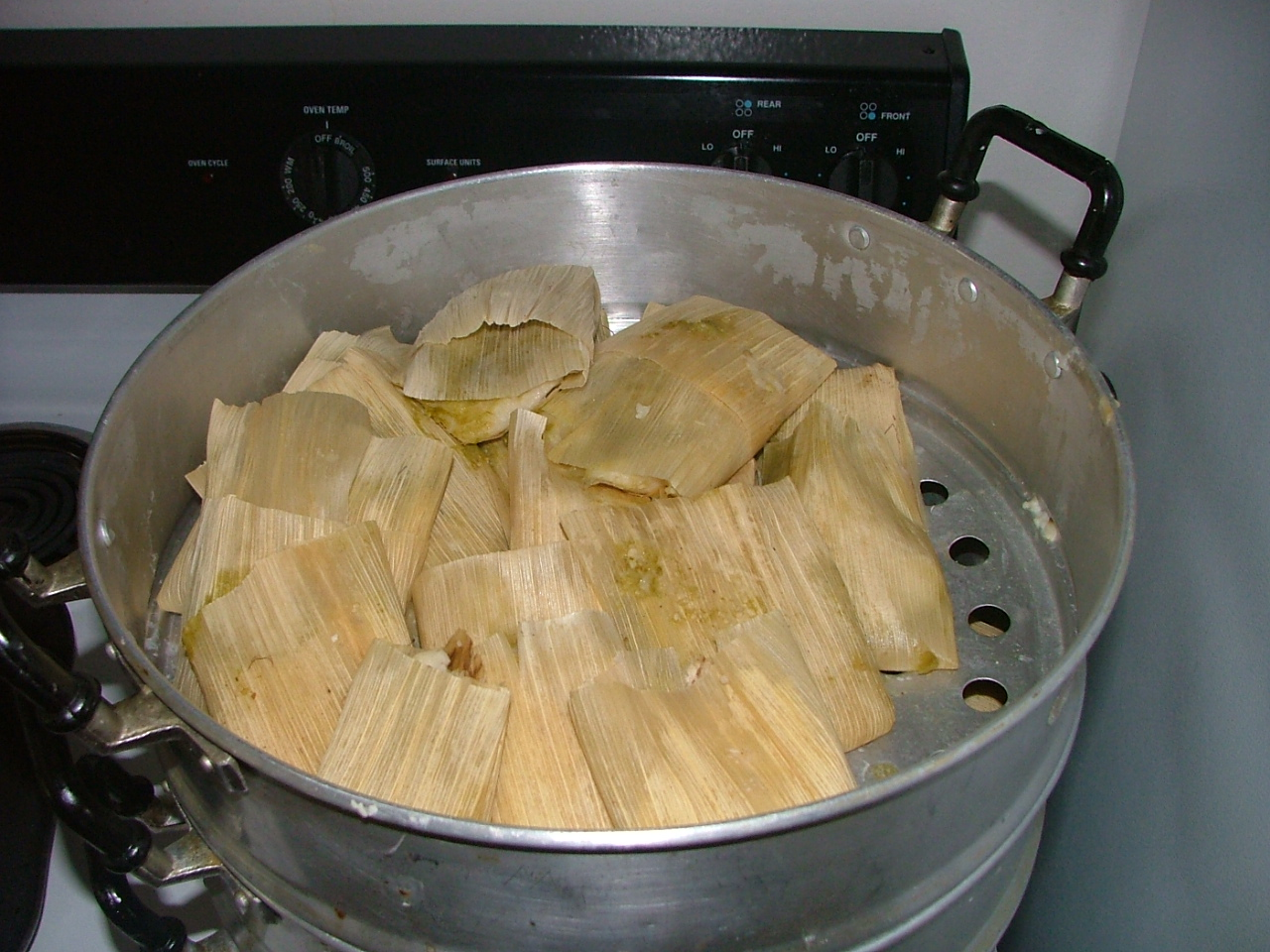
Tamales im Topf mit Gareinsatz, einer Tamalera

In Mexiko sind Tamales ein häufig zum Frühstück serviertes Gericht, das von Straßenhändlern in großen Töpfen (Tamaleras) angeboten wird. An manchen Orten wie Zacatecas wird die Tamale oft in kleine Weizenbrote gelegt und so zur Torta de tamal. Übliche Füllungen sind Schweine-, Lamm- oder Hühnerfleisch mit entweder roter oder grüner Salsa oder Mole. Für eine oft als Frühstück verwendete Variante wird der Maismischung Zucker hinzufügt, diese mit getrockneten Früchten, Nüssen, süßen Bohnen und/oder Karamell gefüllt und somit eine süße Tamale (Tamal de dulce) hergestellt. Eine einfache vegetarische Alternative ist die Tamal de elote (Mais-Tamale). 
Anstatt der Maisblätter werden in den tropischen Teilen des Landes, wie den Anrainerstaaten des Golfs von Mexiko, Oaxaca, Chiapas und der Halbinsel von Yucatán, Bananenblätter verwendet. Diese Tamales haben eine eher quadratische Form, sind meist sehr groß (~40 cm) und dick. Eine typische Variante, besonders in Chiapas, ist Tamal de chipilin (mit würzigen Chipilinkräutern gefüllt; ein für diese Tamales in Süd-Tamaulipas gebräuchlicher Name ist Zacahuil). In den im Süden Mexikos angrenzenden Ländern Mittelamerikas sind diese Bananenblatt-Tamales auch sehr verbreitet. Um eine vollwertige Mahlzeit zu erhalten, werden Tamales oft mit Atole, heißer Schokolade oder Champurrado serviert.

### Peru
Peruanische Tamales sind meist sehr scharf gewürzt, größer und in Bananenblätter eingewickelt. Gewöhnlich sind sie mit Hühnchen oder Schwein gefüllt und werden mit gekochten Eiern, Oliven, Erdnüssen oder einem Stück Chilischote serviert. Der Maisteig wird oft mit Annatto eingefärbt. An kleineren Tamales gibt es die in Maisblätter eingewickelten, für gewöhnlich süß gefüllten Humitas und die durch mit Koriander versetzten Maisteig grünen Tamalitos verdes.

### USA
Der Plural Tamales ist die häufigste in den USA verwendete Form. Mittlerweile hat das Gericht dort große Popularität erreicht, und es werden auch Füllungen beispielsweise mit Rindfleisch oder zerkleinerten Maiskörnern verwendet. Außerdem sind Tamales im Südwesten der Vereinigten Staaten ein beliebtes Weihnachtsgericht und auch ein gängiges Essen in der Lower Mississippi Delta Region. Ihre Popularität wuchs seit dem frühen 19. Jahrhundert, als mexikanische Erntehelfer sie bei den schwarzen Arbeitern auf den Baumwollplantagen im Süden der USA einführten.

### Andere Länder
Die in Nicaragua übliche Form der Tamales heißen Nacatamales. In El Salvador und Honduras werden die Tamales wie in Süd-Mexiko und Nicaragua auch in Bananenblättern serviert. Es gibt verschiedene Varianten wie Tamal de gallina (Huhn), Tamal pisque (Fisch) und Tamal de elote. In Guatemala gibt es auch Varianten ohne Füllung, die als Sättigungsbeilage zu einer Mahlzeit serviert werden, wie beispielsweise Tamal blanco (weiße Tamales). 
Auch in Kolumbien gibt es Tamales; das Garen in Bananenblättern ist dort gängig. In Venezuela werden sie Hallacas genannt. In Ecuador werden Tamales und Humitas mit frischem Käse, Schwein, Hühnchen oder Rosinen gefüllt. Normalerweise sind die ecuadorianischen Tamales in Mais- oder Achirablätter gewickelt. In Belize sind Tamales auch sehr verbreitet. Dort kennt man sie auch unter den Namen Bollo sowie unter Verwendung des Plurals als Singular als a tamales.